# Abtei Saint-Vaast

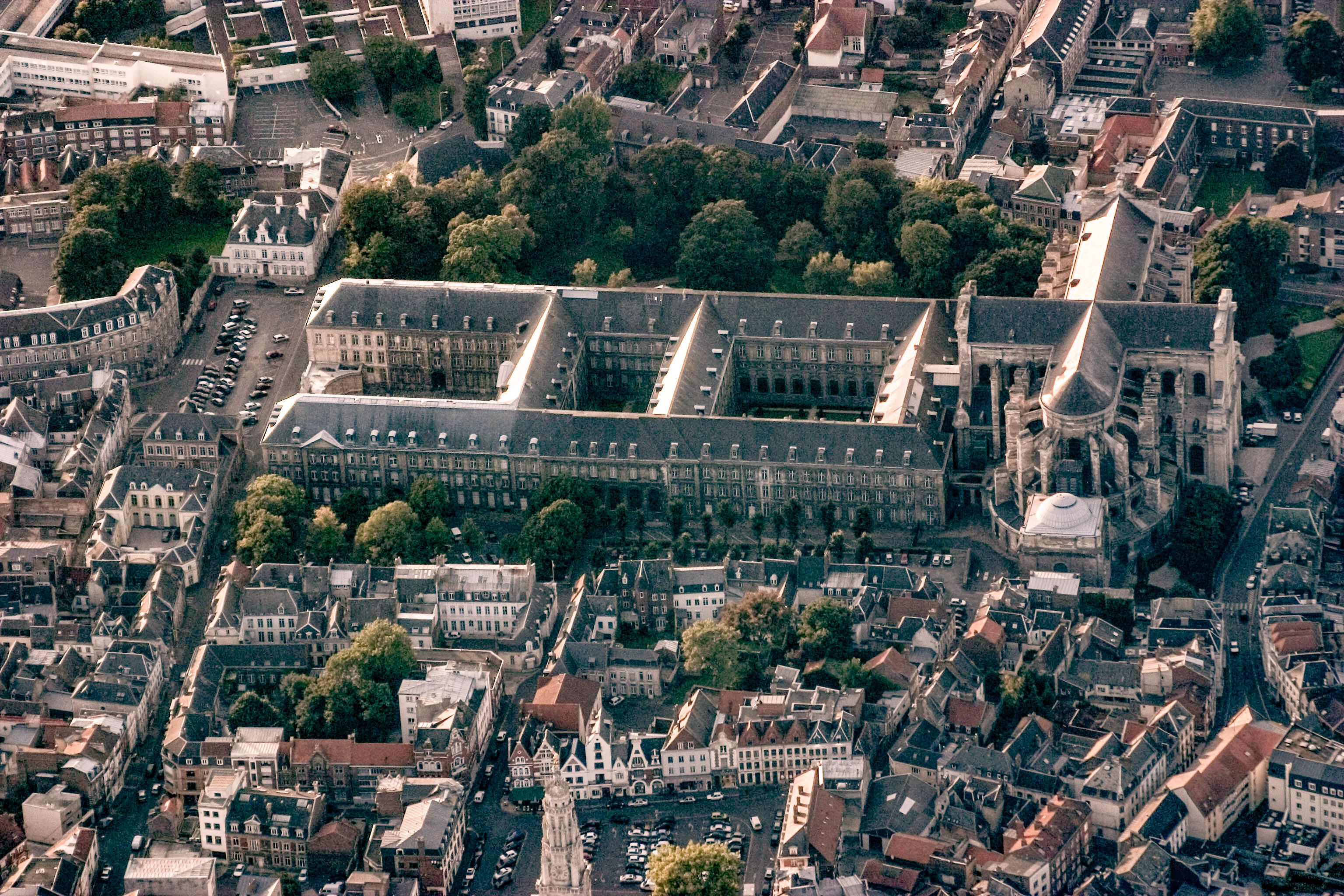
Luftbild

Die Abtei Saint-Vaast wurde im Jahr 667 auf dem Hügel La Madeleine bei Arras im Norden Frankreichs gegründet, auf den der später heiliggesprochene Vaast sich zurückzuziehen pflegte. Die Abtei unterstellte sich der Benediktinerregel und wurde die Keimzelle der um sie herum wachsenden Ortschaft.

## Legende
Der Legende nach kam Vaast (lateinisch Vedastus, Vedastes), nachdem er König Chlodwig I. bekehrt hatte, nach Arras, wo Stadt und Kirche in völliger Verwahrlosung lagen. Vaast reinigte das Innere der Kirche, als plötzlich Einwohner der Stadt ihn um Hilfe riefen, weil ein Bär Leute und Vieh riss. Der Legende zufolge befahl Vaast dem Tier im Namen Gottes, den Ort zu verlassen. Der wilde Bär wurde zahm, verzog sich, und wurde nie wieder gesehen.
Als Dank für Gottes Hilfe stellte Vaast mit seinen Jüngern die Kirche wieder her und kam täglich zum Gebet in eine Kapelle, die er an dem Ort errichten ließ, an dem sich das Wunder ereignet hatte. Vaast starb im Jahr 540 und wurde in der restaurierten Kirche begraben.

## Abtei

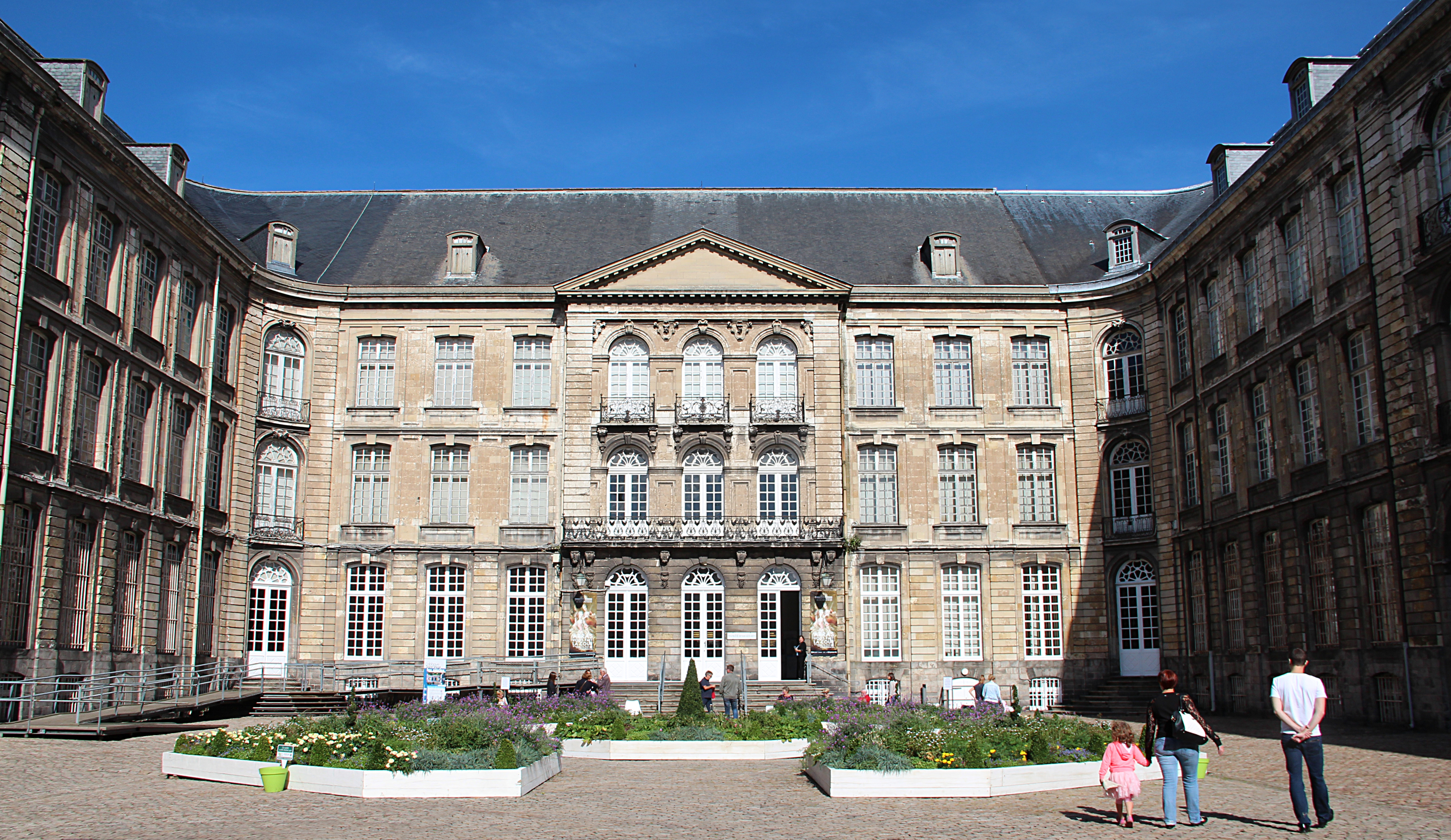
Hof der Abtei

Ein Jahrhundert später erfüllte der Heilige Géry den letzten Wunsch des Verstorbenen und ließ seine Gebeine in die Kapelle überführen, die daraufhin zum Ziel vieler Pilger wurde. Eine Mönchsgemeinschaft, die sich hier niederließ und der Regel des heiligen Benedikt von Nursia unterwarf, wurde zur Keimzelle der Abtei. Der fränkische König Theuderich III. († 691) wurde in der Kirche beigesetzt. 783 brannte das Kloster nieder; Karl der Große befahl seine Wiederherstellung. Drei nebeneinanderliegende Kirchen wurden gebaut und die größte auf den Namen Saint-Vaast geweiht.
Im Frühmittelalter (9./10. Jahrhundert) entstanden in der Abtei die Annales Vedastini.
Im 18. Jahrhundert führten Vigor de Briois und der Kardinal Rohan, Kommendatarabt von Saint-Vaast, die Wiederherstellung der mittlerweile stark verfallenen Abtei durch. Da die alte Kathedrale von Arras, Notre-Dame, ebenfalls verfallen war, stellte ein Dekret Napoleon Bonapartes dem Bischof von Arras, Hugues-Robert-Jean-Charles de La Tour d’Auvergne Lauragais, die Abteikirche als Kathedrale von Arras zur Verfügung. Die von der Französischen Revolution verschonte Kirche wurde beim Kampf um die Stadt während des Ersten Weltkriegs im Juli 1915 zerstört. Dabei wurde auch der Bibliothekssaal des Klosters, in dem die Stadtbibliothek mit rund 48.000 Bänden untergebracht war, größtenteils vernichtet.
Die nach dem Ersten Weltkrieg identisch wiederaufgebaute Abtei Saint-Vaast wird heute als größtes Ensemble religiöser Architektur des 18. Jahrhunderts betrachtet. In der Abtei ist das Musée des Beaux-Arts d’Arras untergebracht. Seit dem 4. Dezember 2023 ist es für eine umfassende Renovierung geschlossen. Die Neueröffnung ist für 2030 vorgesehen.

## Wichtige Äbte und Laienäbte
- Rado, um 776–vor 797 Erzkanzler
- Adalung, 808–837, Abt des Klosters Lorsch
- Adalhard, um 849, Kommendatarabt
- Hugo Abbas († 886), um 874
- Rudolf, 874–892, Sohn des Eberhard von Friaul
- Hugo Capet († 996), 987 König von Frankreich
- Robert Briçonnet
- Jean Sarazin (1539–1598), Fürzerstbischof von Cambrai ab 1596 und Abt von Saint-Vaast in Arras 1577–1598